# Kim Hồ
Kim Hồ (chữ Hán phồn thể:金湖縣, chữ Hán giản thể: 金湖县) là một huyện thuộc địa cấp thị Hoài An, tỉnh Giang Tô, Cộng hòa Nhân dân Trung Hoa. Huyện này có diện tích 1394 ki-lô-mét vuông, dân số 360.000 người. Mã số bưu chính là 211600. Chính quyền huyện đóng ở trấn Lê Thành. Về mặt hành chính, huyện này được chia thành các đơn vị hành chính gồm 11 trấn: Lê Thành, Đái Lâu, Kim Nam, Mẫn Kiều, Tháp Tập, Ngân Tập, Đồ Câu, Tiền Phong, Lữ Lương, Trần Kiều, Kim Bắc.

## Khí hậu
| Dữ liệu khí hậu của Kim Hồ, elevation 12 m (39 ft), (1991–2020 normals, extremes 1981–2010) | Dữ liệu khí hậu của Kim Hồ, elevation 12 m (39 ft), (1991–2020 normals, extremes 1981–2010) | Dữ liệu khí hậu của Kim Hồ, elevation 12 m (39 ft), (1991–2020 normals, extremes 1981–2010) | Dữ liệu khí hậu của Kim Hồ, elevation 12 m (39 ft), (1991–2020 normals, extremes 1981–2010) | Dữ liệu khí hậu của Kim Hồ, elevation 12 m (39 ft), (1991–2020 normals, extremes 1981–2010) | Dữ liệu khí hậu của Kim Hồ, elevation 12 m (39 ft), (1991–2020 normals, extremes 1981–2010) | Dữ liệu khí hậu của Kim Hồ, elevation 12 m (39 ft), (1991–2020 normals, extremes 1981–2010) | Dữ liệu khí hậu của Kim Hồ, elevation 12 m (39 ft), (1991–2020 normals, extremes 1981–2010) | Dữ liệu khí hậu của Kim Hồ, elevation 12 m (39 ft), (1991–2020 normals, extremes 1981–2010) | Dữ liệu khí hậu của Kim Hồ, elevation 12 m (39 ft), (1991–2020 normals, extremes 1981–2010) | Dữ liệu khí hậu của Kim Hồ, elevation 12 m (39 ft), (1991–2020 normals, extremes 1981–2010) | Dữ liệu khí hậu của Kim Hồ, elevation 12 m (39 ft), (1991–2020 normals, extremes 1981–2010) | Dữ liệu khí hậu của Kim Hồ, elevation 12 m (39 ft), (1991–2020 normals, extremes 1981–2010) | Dữ liệu khí hậu của Kim Hồ, elevation 12 m (39 ft), (1991–2020 normals, extremes 1981–2010) |
| Tháng                                                                                       | 1                                                                                           | 2                                                                                           | 3                                                                                           | 4                                                                                           | 5                                                                                           | 6                                                                                           | 7                                                                                           | 8                                                                                           | 9                                                                                           | 10                                                                                          | 11                                                                                          | 12                                                                                          | Năm                                                                                         |
| ------------------------------------------------------------------------------------------- | ------------------------------------------------------------------------------------------- | ------------------------------------------------------------------------------------------- | ------------------------------------------------------------------------------------------- | ------------------------------------------------------------------------------------------- | ------------------------------------------------------------------------------------------- | ------------------------------------------------------------------------------------------- | ------------------------------------------------------------------------------------------- | ------------------------------------------------------------------------------------------- | ------------------------------------------------------------------------------------------- | ------------------------------------------------------------------------------------------- | ------------------------------------------------------------------------------------------- | ------------------------------------------------------------------------------------------- | ------------------------------------------------------------------------------------------- |
| Cao kỉ lục °C (°F)                                                                          | 20.7 (69.3)                                                                                 | 26.7 (80.1)                                                                                 | 28.6 (83.5)                                                                                 | 33.1 (91.6)                                                                                 | 34.8 (94.6)                                                                                 | 35.9 (96.6)                                                                                 | 37.0 (98.6)                                                                                 | 37.6 (99.7)                                                                                 | 34.5 (94.1)                                                                                 | 33.3 (91.9)                                                                                 | 28.0 (82.4)                                                                                 | 21.9 (71.4)                                                                                 | 37.6 (99.7)                                                                                 |
| Trung bình ngày tối đa °C (°F)                                                              | 6.3 (43.3)                                                                                  | 9.1 (48.4)                                                                                  | 14.2 (57.6)                                                                                 | 20.6 (69.1)                                                                                 | 25.8 (78.4)                                                                                 | 28.9 (84.0)                                                                                 | 31.2 (88.2)                                                                                 | 30.8 (87.4)                                                                                 | 27.0 (80.6)                                                                                 | 22.1 (71.8)                                                                                 | 15.5 (59.9)                                                                                 | 8.8 (47.8)                                                                                  | 20.0 (68.0)                                                                                 |
| Trung bình ngày °C (°F)                                                                     | 2.0 (35.6)                                                                                  | 4.4 (39.9)                                                                                  | 9.1 (48.4)                                                                                  | 15.2 (59.4)                                                                                 | 20.6 (69.1)                                                                                 | 24.5 (76.1)                                                                                 | 27.5 (81.5)                                                                                 | 26.9 (80.4)                                                                                 | 22.6 (72.7)                                                                                 | 17.0 (62.6)                                                                                 | 10.6 (51.1)                                                                                 | 4.2 (39.6)                                                                                  | 15.4 (59.7)                                                                                 |
| Tối thiểu trung bình ngày °C (°F)                                                           | −1.4 (29.5)                                                                                 | 0.7 (33.3)                                                                                  | 4.9 (40.8)                                                                                  | 10.4 (50.7)                                                                                 | 15.9 (60.6)                                                                                 | 20.7 (69.3)                                                                                 | 24.4 (75.9)                                                                                 | 24.0 (75.2)                                                                                 | 19.1 (66.4)                                                                                 | 12.9 (55.2)                                                                                 | 6.5 (43.7)                                                                                  | 0.6 (33.1)                                                                                  | 11.6 (52.8)                                                                                 |
| Thấp kỉ lục °C (°F)                                                                         | −10.0 (14.0)                                                                                | −7.4 (18.7)                                                                                 | −4.7 (23.5)                                                                                 | −1.0 (30.2)                                                                                 | 7.0 (44.6)                                                                                  | 12.7 (54.9)                                                                                 | 19.5 (67.1)                                                                                 | 15.5 (59.9)                                                                                 | 11.4 (52.5)                                                                                 | 2.5 (36.5)                                                                                  | −2.9 (26.8)                                                                                 | −10.5 (13.1)                                                                                | −10.5 (13.1)                                                                                |
| Lượng Giáng thủy trung bình mm (inches)                                                     | 37.2 (1.46)                                                                                 | 39.8 (1.57)                                                                                 | 60.1 (2.37)                                                                                 | 54.3 (2.14)                                                                                 | 79.2 (3.12)                                                                                 | 146.9 (5.78)                                                                                | 216.9 (8.54)                                                                                | 177.1 (6.97)                                                                                | 78.0 (3.07)                                                                                 | 48.1 (1.89)                                                                                 | 46.6 (1.83)                                                                                 | 28.8 (1.13)                                                                                 | 1.013 (39.87)                                                                               |
| Số ngày giáng thủy trung bình (≥ 0.1 mm)                                                    | 7.1                                                                                         | 7.9                                                                                         | 8.6                                                                                         | 8.3                                                                                         | 9.7                                                                                         | 9.5                                                                                         | 13.4                                                                                        | 12.6                                                                                        | 8.5                                                                                         | 7.1                                                                                         | 7.2                                                                                         | 6.1                                                                                         | 106                                                                                         |
| Số ngày tuyết rơi trung bình                                                                | 3.2                                                                                         | 2.3                                                                                         | 0.9                                                                                         | 0                                                                                           | 0                                                                                           | 0                                                                                           | 0                                                                                           | 0                                                                                           | 0                                                                                           | 0                                                                                           | 0.5                                                                                         | 0.9                                                                                         | 7.8                                                                                         |
| Độ ẩm tương đối trung bình (%)                                                              | 73                                                                                          | 72                                                                                          | 70                                                                                          | 70                                                                                          | 73                                                                                          | 77                                                                                          | 84                                                                                          | 85                                                                                          | 82                                                                                          | 77                                                                                          | 74                                                                                          | 72                                                                                          | 76                                                                                          |
| Số giờ nắng trung bình tháng                                                                | 147.4                                                                                       | 143.5                                                                                       | 175.2                                                                                       | 196.9                                                                                       | 204.6                                                                                       | 168.0                                                                                       | 184.1                                                                                       | 192.5                                                                                       | 176.0                                                                                       | 180.6                                                                                       | 156.4                                                                                       | 152.7                                                                                       | 2.077,9                                                                                     |
| Phần trăm nắng có thể                                                                       | 46                                                                                          | 46                                                                                          | 47                                                                                          | 50                                                                                          | 48                                                                                          | 39                                                                                          | 43                                                                                          | 47                                                                                          | 48                                                                                          | 52                                                                                          | 50                                                                                          | 50                                                                                          | 47                                                                                          |
| Nguồn: China Meteorological Administration                                                  |                                                                                             |                                                                                             |                                                                                             |                                                                                             |                                                                                             |                                                                                             |                                                                                             |                                                                                             |                                                                                             |                                                                                             |                                                                                             |                                                                                             |                                                                                             |